# Adesmus lauropalui
Adesmus lauropalui es una especie de escarabajo longicornio del género Adesmus, categorizada en la tribu Hemilophini, de la subfamilia Lamiinae. Fue descrita por Monné M. L. & Monné M. A. en 2017.

## Descripción
Mide 18,3 mm de longitud.

## Distribución
Se distribuye por Brasil.